# Đuro Nenadić
Đuro Nenadić (Rudopolje, 1879. április 24. – Zágráb, 1966. július 16.), horvát erdőmérnök, egyetemi tanár, a Zágrábi Egyetem rektora. A horvát Erdőgazdálkodási Intézet megalapítója.

## Élete és munkássága
Szegény sorsú likai munkás-paraszt családból származott. Gimnáziumi tanulmányait 1898-ban Zágrábban fejezte be. 1901-ben végzett az Erdészeti Akadémián (akkor a Zágrábi Egyetem Bölcsészettudományi Kar része volt). Ezután erdészeti gyakornokként dolgozott Szávaszentdemeteren Pétervárad önkormányzatánál, majd 1902-től Zágrábban, a tartományi kormányban az erdészeti osztályon. 1907-ben Münchenben doktorált, ahol társával, Andrija Petračić-csal kétéves erdészeti tanulmányokat végzett. Doktori disszertációját a magas és alacsony művelési formájú horvátországi és szlavóniai tölgyerdők jövedelmezőségéről írta. Nenadić és Petračić müncheni tanulmányainak történelmi jelentősége volt az erdészeti oktatás fejlesztése vonatkozásában, a zágrábi Erdészeti Akadémia végzettjeinek ugyanis nem volt joguk az állami erdők igazgatására, így azokat addig főként magyar erdészek igazgatták. Ezért horvát érdek volt, hogy mielőbb nemzetközileg is elismert horvát egyetemi végzettségű szakembereket képezzenek.
1910-től helyettesítő tanárként oktatott a zágrábi Erdészeti Akadémián, majd 1912-től 1919-ig az Erdészeti Akadémia erdőgazdálkodási tanára volt. Az erdőgazdálkodás mellett rövidebb-hosszabb ideig oktatott még erdészettörténetet, erdőigazgatást, erdőpolitikát, dendrometriát és fakereskedelmet is. 1913/14-ben és 1916/17-ben az Erdészeti Akadémia vezetője volt. E tisztségében kitartó küzdelmet folytatott az erdészeti oktatás önállóságáért Horvátországban.
1919-ben Andrija Petračić professzorral közösen megalapította a Zágrábi Egyetem ötödik karaként a Közgazdasági és Erdészeti Kart, melynek ő volt az első dékánja. 1921-ben erdészeti és bányászati miniszterhelyettes volt. 1920-tól 1945-ig rendes tanárként dolgozott a Közgazdasági és Erdészeti Karon. Az 1922/23-as ciklusban a Zágrábi Egyetem rektori tisztségét töltötte be. Az 1927/1928-as tanévben a kar dékánjaként szolgált. Megalapította az Erdőgazdálkodási Intézetet. Kiállt a fenntartható erdőgazdálkodás mellett, ezt az „erdőgazdálkodás vastörvényének” nevezte. Ez az elv lett a zágrábi erdészeti iskola alapvető posztulátuma.
1941. október 17-én a megszálló hatóságok nyugdíjazták és megaláztatások sorát kellett megérnie. Életveszélyesen megfenyegették, majd a jasenovaci haláltáborba küldték, ahonnan csak Gračanin professzor közbenjárására szabadult. Közvetlenül a felszabadulás után
rehabilitálták, újra taníthatott az egyetemen és vezethette az Erdőgazdálkodási Intézetet. 1946-ban vonult nyugdíjba. Nagy számban publikált tudományos és szakmai dolgozatokat. Írt
néhány terjedelmes könyvet, nagyobb publikációkat, tanulmányokat, tudományos vitairatot,
szakmai cikkeket, szakmai közleményeket.

## Főbb művei

### Könyvek
- Računanje vrijednosti šuma i šumska statistika, Zagreb, 1922.
- Osnovi šumarstva, Zagreb, 1924.
- Uređivanje šuma, Zagreb, 1929.

### Tudományos munkák
- Über die Rentabilität der Eichen- Hoch- und Niederwaldwirtschaft in Kroatien und Slavonien, München, 1908.
- Problemi uređivanja, šuma, Pola stoljeća šumarstva, Zagreb, 1926.
- O produktivnim faktorima i rentabilitetu šumskog gospodarenja, Godišnjak Sveučilišta, Zagreb, 1929.
- O produktivnim faktorima i rentabilitetu šumskog gospodarenja, Šumarski list, Zagreb, 1930.
- Problem diobe zemljišnih zajednica, Šumarski list, 1930.
- Istraživanja prirasta hrasta lužnjaka U šumi Žutici, Glasnik za šumske pokuse, 1931.
- O prirastu niskih šuma, Glasnik za šumske pokuse, 1935.
- O posljedicama sušenja hrastovih šuma Gradiške imovne općine, Glasnik za šumske pokuse, 1940.